# Aardonyx
Aardonyx (Afrikaans aard – „Erde“ und griechisch onux – „Kralle“) ist eine basale (ursprüngliche) Gattung der sauropodomorphen Dinosaurier. Bisher sind die Überreste von vermutlich zwei Individuen bekannt, die aus den unterjurassischen Schichten der Elliot-Formation in Südafrika geborgen wurden. Aardonyx wurde 2010 von Forschern um Adam Yates erstmals wissenschaftlich beschrieben. Einzige Art ist Aardonyx celestae. Obwohl Aardonyx vermutlich zweibeinig (biped) war, zeigt er bereits eine Reihe an Merkmalen, die für die vierfüßigen (quadrupeden) Sauropoden bezeichnend waren. Als wichtige Übergangsform trug diese Gattung zum Verständnis der Evolution der Quadrupedie innerhalb der Sauropodomorpha bei.

## Beschreibung

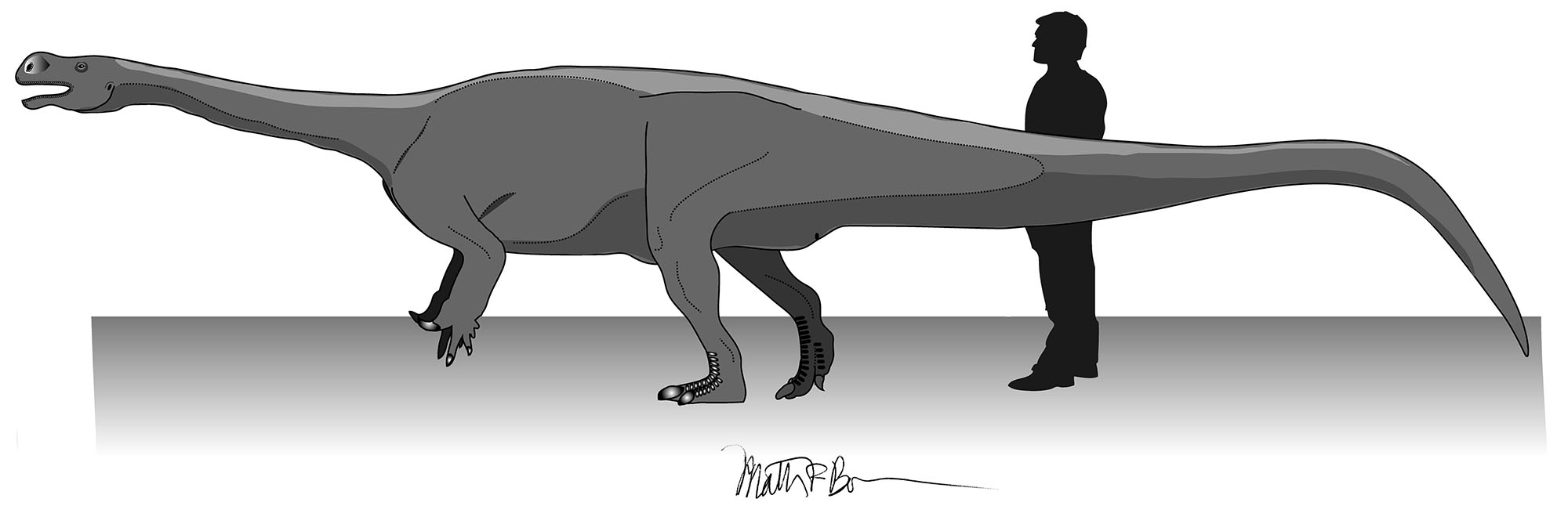
Aardonyx im Größenvergleich mit einem Menschen

Aardonyx war ein wahrscheinlich zweibeinig laufender Pflanzenfresser mit langem Hals und kleinen Schädel. Die Schädel der gefundenen Exemplare werden auf eine Länge von etwa 36 Zentimetern geschätzt. Von oben betrachtet zeigt der Schädel eine schmale, spitz zulaufende Schnauze. Von verwandten Gattungen unterscheidet er sich unter anderem durch die großen Nasenöffnungen, die mindestens ebenso groß wie die Augenhöhlen waren, sowie durch die fünf Zähne im Zwischenkieferbein (Os praemaxillare) – ein Merkmal, dass sich unabhängig bei Plateosaurus entwickelt hat. Auf jeder Seite des Oberkiefers (Maxillare) saßen etwa 18 Zähne, während der Unterkiefer (Dentale) je Seite mehr als 19 Zähne aufwies. Die Halswirbel waren lang und niedrig. Die Gliedmaßen weisen auf eine zweibeinige Fortbewegung, zeigen jedoch bereits Anpassungen an eine vierbeinige Fortbewegung, wie sie sich bei den späteren Sauropoden findet. So sind die Fußknochen relativ kurz und robust, wobei insbesondere der erste Mittelfußknochen besonders robust war.

## Fund
Aardonyx ist von disartikulierten (sich nicht im Zusammenhang befindlichen) Knochen bekannt, die vermutlich von zwei subadulten (noch nicht ausgewachsenen) Individuen stammen. Die Überreste wurden in Senekal in der südafrikanischen Provinz Freistaat innerhalb eines ehemaligen, verfüllten Flussbetts entdeckt. Sie bestehen aus Schädelelementen, Wirbeln, Rücken- und Halsrippen, Bauchrippen, Chevronknochen, Elemente des Schulter- und Beckengürtels sowie aus Knochen der Vorder- und Hintergliedmaßen, der Hand sowie des Fußes. Die Kadaver waren vor ihrer Einbettung wahrscheinlich relativ vollständig und wurden vom Wasser nicht sehr weit transportiert: So sind fragile Schädelknochen neben massiveren Knochen erhalten geblieben, eine Aussortierung durch die Strömung fand also nicht statt. Beide Individuen waren bei ihrem Tod wahrscheinlich weniger als 10 Jahre alt. Knochenquerschnitte zeigen konzentrische Wachstumszonen, die sich mit Ringen abwechseln, die Zeiten verminderten Wachstums anzeigen (engl. rest lines). Da keiner der untersuchten Knochen nach außen mit einem derartigen Ring verminderten Wachstums abschließt, kann gefolgert werden, dass sich die Tiere noch im aktiven Wachstum befanden.

## Paläoökologie
Die Fossilien stammen aus der Oberen Elliot-Formation, einer reichen Fossillagerstätte, die in Südafrika und Lesotho aufgeschlossen ist. Sie ist Teil der Stormberg-Gruppe der Karoo-Supergruppe. Aardonyx teilte seinen Lebensraum mit dem ursprünglicheren Sauropodomorphen  Massospondylus sowie frühen Sauropoden. Weitere Dinosaurier der Oberen Elliot-Formation schließen die Heterodontosauriden Heterodontosaurus, Abrictosaurus und Lycorhinus sowie den Ceratosaurier Megapnosaurus mit ein.

## Systematik
Aardonyx ist ein basaler Vertreter der Anchisauria innerhalb der Sauropodomorpha. Er zählt zu den klassischen Prosauropoden, eine Bezeichnung für basale Sauropodomorpha außerhalb der Sauropoden. Da die Prosauropoden keine natürliche Gruppe darstellen (paraphyletisch), findet der Name heute jedoch kaum Verwendung mehr. Eine Analyse von Yates und Kollegen (2010) sieht Aardonyx als Schwestertaxon einer Klade, die Melanorosaurus und die Sauropoden enthält. Vertreter dieser Klade waren durchweg obligat vierbeinig laufend (quadruped). Somit ist Aardonyx die am engsten mit den Sauropoden verwandte Gattung, die selbst noch zweibeinig (biped) war. Sie stellt eine Übergangsform zwischen den bipeden basalen Sauropodomorpha und den quadrupeden Sauropoden dar.

## Paläobiologie

### Ernährung
Basale Sauropodomorphen wiesen schmale, V-förmig zulaufende Kiefer sowie wahrscheinlich fleischige Wangen auf. Sauropoden dagegen zeigen Anpassungen, welche die schnellere Aufnahme größerer Nahrungsmengen erlaubte (engl. bulk-browsing): So waren die Kiefer breit und U-förmig, was einen breiteren Biss erlaubten, während Wangen fehlten. Die Zahnleisten waren nach innen durch Platten verstärkt, welche die Zähne beim Abstreifen von Laub unterstützten. Aardonyx zeigt eine interessante Kombination dieser Merkmale: Während die Kiefer spitz zuliefen, scheinen Wangen gefehlt zu haben. Im Gegensatz dazu zeigt der basale Sauropode Chinshakiangosaurus eine umgekehrte Kombination: Dieser Sauropode wies fleischige Wangen auf, besaß jedoch bereits das U-förmige Gebiss. Die Forscher vermuten, dass die Entwicklung hin zum bulk-browsing der Sauropoden nicht gradlinig verlief, sondern dass einige Merkmale mehrmals unabhängig entstanden sind (Homoplasie).

### Fortbewegung
Merkmale der Gliedmaßen von Aardonyx deuten auf einen zweibeinigen Gang hin. So war der Kopf der Speiche (Radius) eiförmig, was eine Drehung dieses Knochens um die Elle (Ulna) einschränkte. Somit konnte das Tier den Unterarm nicht pronieren (einwärts drehen), wodurch die Handflächen nicht nach unten zeigend ausgerichtet werden konnten. Außerdem machte der Oberarmknochen (Humerus) lediglich 72 % der Länge des Oberschenkelknochens (Femur) aus.
Andere Merkmale an Arm- und Beinknochen werden jedoch als Anpassungen an eine mehr quadrupede Fortbewegung angesehen. Beispielsweise zeigt das obere Ende der Elle einen craniolateralen Kamm, welcher die Elle von oben betrachtet Y-förmig erscheinen lässt. Ein solcher Kamm findet sich auch bei den quadrupeden Sauropoden, wo er jedoch stärker ausgeprägt ist. Des Weiteren erlaubte eine Senke (Fossa) in der Speiche eine craniolaterale Bewegung der Elle. Auch die Hinterbeine zeigen einige Anpassungen an eine quadrupede Fortbewegung. So ist der Schaft des Oberschenkelknochens gerader, während der vierte Trochanter, ein als Muskelansatzstelle dienender Knochenfortsatz, weiter unten (distaler) positioniert ist als bei basaleren Sauropodomorphen. Dies erlaubte dem Caudofemoralis, dem wichtigsten Zugmuskel des Oberschenkels, einen größeren Hebelarm und somit mehr Kraft, machte ihn jedoch gleichzeitig langsamer. Folglich war Aardonyx weniger schnell als typische basale Sauropodomorpha.
Ein anderes, für eine langsamere Fortbewegung sprechendes Merkmal war die Robustheit des ersten Mittelfußknochens im Vergleich mit anderen basalen Sauropodomorpha. Diese deutet darauf hin, dass das Körpergewicht nicht schwerpunktmäßig auf der mittleren Zehe lag (mesaxonic), wie bei basalen Sauropodomorpha, sondern dass die gewichtstragende Achse mehr zur Mitte des Fußes hin verlagert war (entaxonic). Diese Verlagerung weist zudem darauf, dass die Beine etwas mehr nach außen abgespreizt standen als bei basalen Sauropodomorpha; eine Anpassung, die in der Evolution vermutlich der obligaten Quadrupedie vorausgegangen ist. Bisher wurde angenommen, dass sich die gewichtstragende Achse erst verlagert hat, als die Tiere bereits quadruped waren. So zeigt der frühe Sauropode Vulcanodon, obwohl obligat quadruped, einen mesaxonischen Fuß – ein Merkmal, dass im Licht der Entdeckung von Aardonyx als evolutionäre Umkehrung interpretiert werden könnte.